# Mario Power Tennis (videogioco 2005)
Mario Power Tennis, conosciuto come Mario Tennis Advance (マリオテニスアドバンス?, Mario Tenisu Adobansu) in Giappone e come Mario Tennis: Power Tour in Nordamerica, è un videogioco del 2005 sviluppato da Camelot Software Planning e pubblicato da Nintendo per Game Boy Advance. È il sequel di Mario Tennis uscito nel 2000 per Game Boy Color.

## Trama
Max (Conosciuto come Clay in America) o Tina (Conosciuta come Ace in America) sono due studenti 14enni dell'Accademia di Tennis.Poco dopo l'arrivo del protagonista nell'Accademia, gira voce che Alex, un allenatore che fa parte dell'Accademia, abbia sfidato gli "Allenatori Mascherati" e che sia stato battuto, dato che questi allenatori facevano uso di alcuni "Colpi Speciali".
Max e Tina vorrebbero tanto capire chi sono questi "Allenatori Mascherati",solo che gli viene detto che non appena finiranno il tour dell'Isola, potranno incontrarli.

## Accoglienza
L'aggregatore di recensioni Metacritic riporta un punteggio di 81/100, basato su 21 recensioni professionali.